# Hnyltsche (Dubno)
Hnyltsche (ukrainisch Гнильче; russisch Gniltsche, polnisch Hnilcza) ist ein Dorf der Ukraine in der Oblast Riwne, es liegt südlich des Flüsschens Baranska etwa 3 Kilometer östlich der Rajonshauptstadt Radywyliw entfernt.
Am 15. Dezember 2015 wurde das Dorf ein Teil der neugegründeten Landgemeinde Krupez (Крупецька сільська громада Krupezka silska hromada), bis dahin war ein Teil der Landratsgemeinde Krupez.
Das Dorf wurde 1560 zum ersten Mal schriftlich erwähnt und lag bis zur Dritten Polnischen Teilungen 1795 in der Adelsrepublik Polen-Litauen, Woiwodschaft Ruthenien. Danach kam es zum Russischen Reich und wurde in das Gouvernement Wolhynien eingegliedert. Nach dem Ende des Ersten Weltkriegs wurden die Grenzen neu gezogen, der Ort kam zur Zweiten Polnischen Republik und war ab 1934 in die Gmina Krupiec, Powiat Dubno, Woiwodschaft Wolhynien eingegliedert.
Während des Zweiten Weltkriegs kam der Ort ab September 1939 zur Sowjetunion und wurde in die Ukrainische SSR eingegliedert, nach dem Beginn des Deutsch-Sowjetischen Krieges kam der Ort unter deutsche Herrschaft in das Reichskommissariat Ukraine, Generalbezirk Wolhynien-Podolien, Kreisgebiet Dubno, wurde aber nach dem Ende des Zweiten Weltkrieges wieder der Ukrainischen SSR angegliedert.
Seit 1991 ist Hnyltsche ein Teil der heutigen Ukraine.